# Colosteus
Colosteus — вимерлий рід тетраподоморфних колостеїдів пізнього карбону (пізній вестфальський етап) штату Огайо. Його останки були знайдені на місці Лінтон в Салін Тауншип, штат Огайо, де він є одним із найпоширеніших тетраподів, і на місці Файв Пойнтс в окрузі Махонінг, штат Огайо. Це була подовжена водяна форма з приплюснутою та загостреною головою, сильно зменшеними кінцівками, двома передщелепними бивнями та сильною лускатістю. Він досягав би приблизно 1 метр у довжину.